# Edwardsiella
Edwardsiella is een geslacht van zeeanemonen uit de klasse van de Anthozoa (bloemdieren).

## Soorten
- Edwardsiella andrillae Daly, Rack & Zook, 2013
- Edwardsiella carnea (Gosse, 1856)
- Edwardsiella ignota (Carlgren, 1959)
- Edwardsiella janthina (Andrès, 1881)
- Edwardsiella lineata (Verrill in Baird, 1873)
- Edwardsiella loveni (Carlgren, 1892)